# Chromium
Chromium（クロミウム）は、ウェブブラウザ向けのFOSSのコードベースである。主にGoogleによって開発とメンテナンスが行われている。Googleは、Chromiumのコードに機能追加をすることでGoogle Chromeブラウザを作成している。
Chromiumのコードベースは幅広く利用されている。Microsoft Edge、Samsung Internet、Opera、他の多数のブラウザはChromiumのコードをベースとしている。さらに、Chromiumのコードの大きな部分を利用した複数のアプリケーションフレームワークが作成されている。
Googleは公式版のChromiumブラウザを提供していない。Chromiumという名前とそのロゴのついたブラウザは全て、Google 以外の第三者によってビルドされたものである。

## 特徴

### ソースコード
Google Chromeはこのソースコードを引き抜いて開発されたものである。
このプロジェクトで開発されるChromiumのスナップショットは、Googleによるいくつかの追加機能を除いて、Google Chromeの最新ビルドと本質的に似ている。Google ChromeにありChromiumにない代表的な機能として、Googleブランド、自動アップデート機能、クリックラップ契約（利用許諾に「同意する」を押下することで承諾するもの）、RLZトラッキング機能などが挙げられる。以前はAdobe Flash Playerも同梱されていた。
Chromiumプロジェクトの名前の由来は、鉄などのめっきに使われることで知られる金属系元素のクロム（英語でchromium）である。そのクロムめっきを施した金属を英語で chrome と呼ぶことから、「(Google) Chromeを作るのに使うモノ」という意味でこの名称となった。Googleは自身の考えとして、開発者向けの文書上でChromiumはオープンソースプロジェクトの名称で、最終的な製品名称はChromeにすると述べた。ただし、他の開発者たちはChromiumのコードを用いて"Chromium"という名前でのビルドを作成している。
プロジェクトの大きな目的のひとつとして、Chromeはウェブにおけるタブ付きのウィンドウマネージャもしくはシェルになることであり、既存のウェブブラウザとは対照的である。この考えはWindows ExplorerやmacOSのFinderを簡素化させるのと同じようにこのアプリケーションも簡素化を図っている。このことについて開発者は「（体感および物理的に）軽量で高速に感じなければならない」と説明している。

### ChromiumとGoogle Chromeの相違点
Chromiumはオープンソースプロジェクトに対して与えられた名称であり、Chromiumプロジェクトによってブラウザのソースコードの提供や保守を行っている。最新のプリコンパイルされた状態のファイルをWindowsやLinux、Macにインストールすることができ、またダウンロードしたソースコードを各々のプラットフォームにて手動でビルドさせることもできる。2016年に改めて「ChromeとChromiumの違い」を公的に発表。
Google Chromeには、以下の機能が加わる：
- Googleの名称とそのブランドロゴ
- 自動アップデート機能 (Google Update)
- Googleへの利用状況やクラッシュレポート送信機能
- RLZトラッキングの送信機能
- サンドボックス機能の常時有効化
- Chrome Web Storeを経由したエクステンション限定

2010年6月にGoogleは、利用者がアドレスバーからGoogle検索を利用する際に任意の文字列をGoogleへ送信されるRLZトラッキングのトークン情報について公表し、これらはマーケティングプロモーションとディストリビューションパートナーから提供されたChromeに対して入っており、Googleから直接ChromeをダウンロードしたものやChromiumではバージョンに関わらずRLZの導入はしていないとコメントした。同時にRLZのソースコードが公開され、開発者がその動作の仕組みを確認することができるようになった。

### ライセンス
Googleが作成し提供した部分についてはBSDライセンスとなっているが、その他の部分についてはそれぞれ異なるオープンソース系のライセンスを採用しており、MIT License、LGPL、Microsoft Public License (MS-PL)、MPL/GPL/LGPLのトリプルライセンスがある。

## 歴史
Chromiumはオープンソースプロジェクトであり、またGoogle Chromeの成果ともいえるため、両者の歴史は絡み合うものとなっている。Chromiumプロジェクトの全ての開発成果が発展することでChromeのリリースに繋がっている。

### WebKit時代
Google Chromeが最初に提供されたのは2008年の9月で、それに伴う形でChromiumのソースコードの配布も始められ、そこからビルドができるようになっていた。最初のコードはWindowsにMac OS X、さらにはLinux向けのビルドが含まれていたが、後者の環境では開発の初期的な段階で完全に機能を果たすためには不足があった。Chromium 1.0は2008年12月にリリースされ、同時にChromeもWindows版のみベータの文字列が外された。
2009年1月、devバージョンのChromium 2.0が提供され、ブックマークマネージャの搭載、グラデーションやマスクといった非標準のCSS機能に対応させた。
2009年5月には最初のLinux版としてアルファ版Chromiumが公開された。このアルファ版についてRyan Paulは「機能はまだなく、多くのレンダリングにバグがあるものの、明確に正しい方向へ進んでいる」と発言した。同年6月にLinuxとMac OS X向けに最初のChromeの開発版が提供されたが、Adobe Flashの再生やプライバシーや既定の検索エンジンの変更、印刷機能やお気に入りの機能には対応していなかった。7月にはLinux版においてテーマ（外装部分）がGNOMEのデスクトップ環境で利用されるGTK+を採用した。
Chromium 3.0は2009年5月28日に内部バージョン3.0.182.2としてリリースされた。2009年9月にはJavaScriptエンジンの高速化、ユーザーが自由に変更できるテーマの新設、Omnibox（アドレスバー）の改善、「新しいタブ」ページのデザイン変更が行われた。
Chromium 4.0は2009年9月22日にリリースされた。拡張機能の対応、ブックマークの同期機能が搭載され、Mac OS XおよびLinux版のChromeのベータ版と共に搭載された。2010年4月末で全てのプラットフォームにおけるChrome/Chromium 4.0の市場浸透率が6.73%あると報告されている。
Chromium 5.0は2010年1月26日に5.0.306.0としてリリースされた。OMG! Ubuntu!によればLinuxのブラウザにおけるChrome/Chromiumの利用率は36.53%であり、その他はFirefoxが55.42%、Operaは2.82%であった。
Chromium 6.0は2010年5月に6.0.397.0としてリリースされた。Chromium 6ではユーザインターフェイスの簡素化に注目し、統一された設定メニュー、ホームページボタンの非表示（設定から表示変更可能）"goボタン"の削除、"リロード"と"中止"ボタンの統合、ブックマークバーの非アクティブ化、完全なPDFリーダー機能の内蔵、フリーのVP8ビデオ圧縮技術、HTML5ビデオで利用されるWebMコーデック、URLバーのスマート化が図られた。Chrome 6は安定版とベータ版の二つのバージョン (6.0.472.43) が2010年9月2日に公開された。また、セキュリティ問題やユーザインタフェースの微々な修正、オートフィルの改善、拡張およびオートフィルデータの同期機能の追加とともに速度と安定性を改善させた。
Chromium 7.0は2010年8月17日に7.0.497.0としてリリースされた。HTML5のパフォーマンスをChromium 6.0比で2倍にした。また、ハードウェアアクセラレーション機能も追加され、複雑なグラフィックでは225倍もの速度向上が見られた。その他、インスタント検索の統合やJavaScriptのパフォーマンスを3%向上させた。
Chromium 8は2010年10月7日と7.0のリリースから7週半程度で公開された。最初のバージョンは8.0.549.0であった。このバージョンではChrome OSとの統合の強化に重点が置かれ、クラウドコンピューティング機能の搭載が行われた。これらはバックグラウンドでウェブアプリケーションを実行させることでシステムの起動時などでもそれが利用できる機能やリモートホスト（他のコンピューターから集中的にコンピューターを設定管理できる機能）、クラウド印刷機能が導入された。
Chromium 9.0は2010年10月23日と8.0のわずか16日後にバージョン9.0.562.0として公開された。このバージョンではなりすましたウェブサイトへ遷移する際にインフォメーションバーで告知する機能が導入された。Chrome 9をレビューしたWolfgang GruenerはChrome 9の最初のビルドのファイルサイズが圧縮された状態で28.2MBあり、これがChrome 3と比べて倍になったことについて「目立ったのは容量がより膨れあがったこと」と発言した。また、Gruenerはメジャーバージョンのナンバリングをうわべで気ままにつけることに批評し、「進行がとある基準より進んでいても、バージョンのナンバリングは度を超している。Googleは今年の終わりには7か8のバージョンを重ねるだろう。いくつかの戦略の利点について疑問を感じる。」と発言した。
Chromium 10.0は2010年12月3日にバージョン10.0.602.0として公開された。
2011年10月19日にChromium 17.0にバージョンアップされ17.0.913.0として公開された。
Chromium 18.0は、2011年12月6日にバージョン18.0.964.0として公開された。

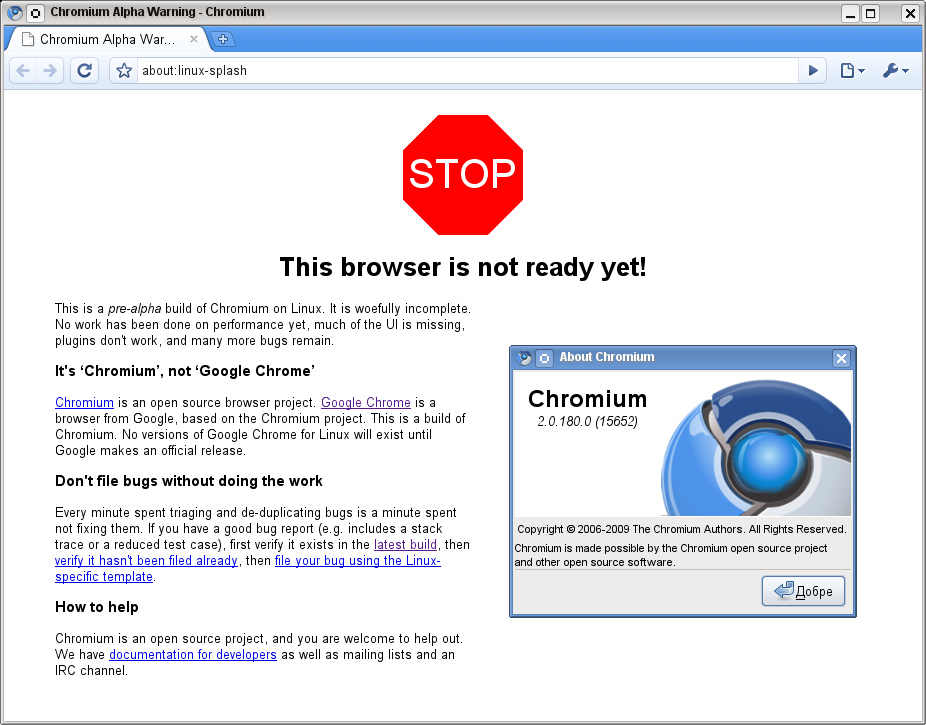
Chromium 3.0.191.0版の動作画面。
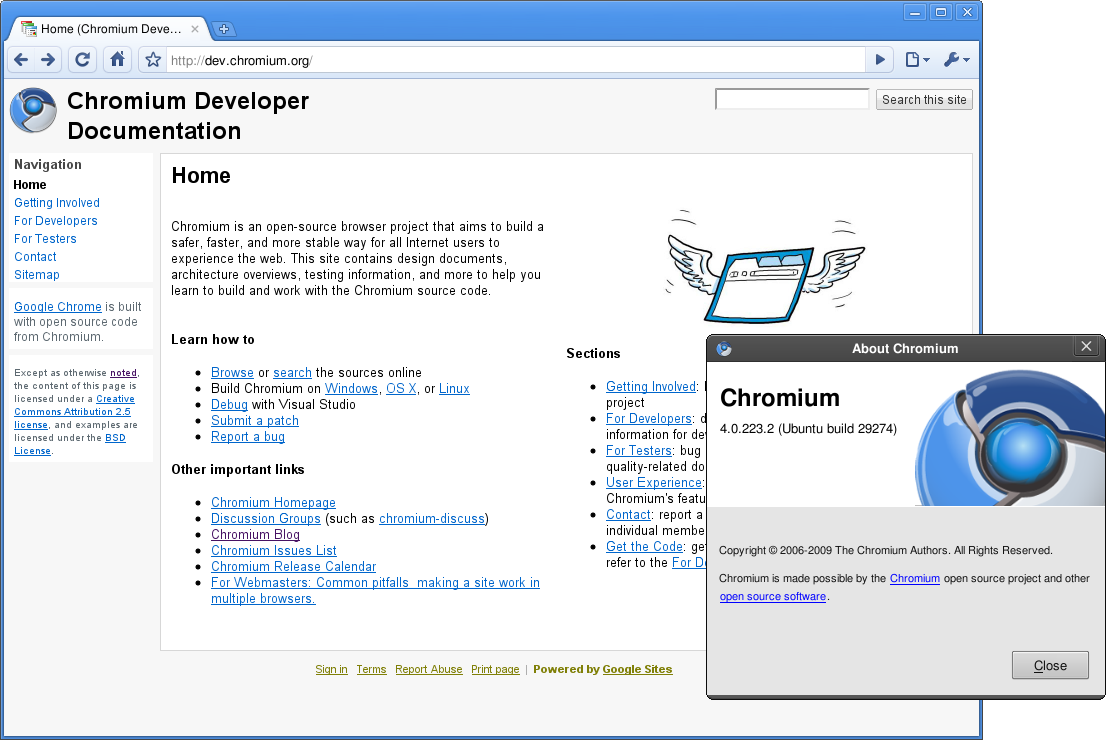
Ubuntu 9.10で動作させた状態のChromium 4.0.223.2版。
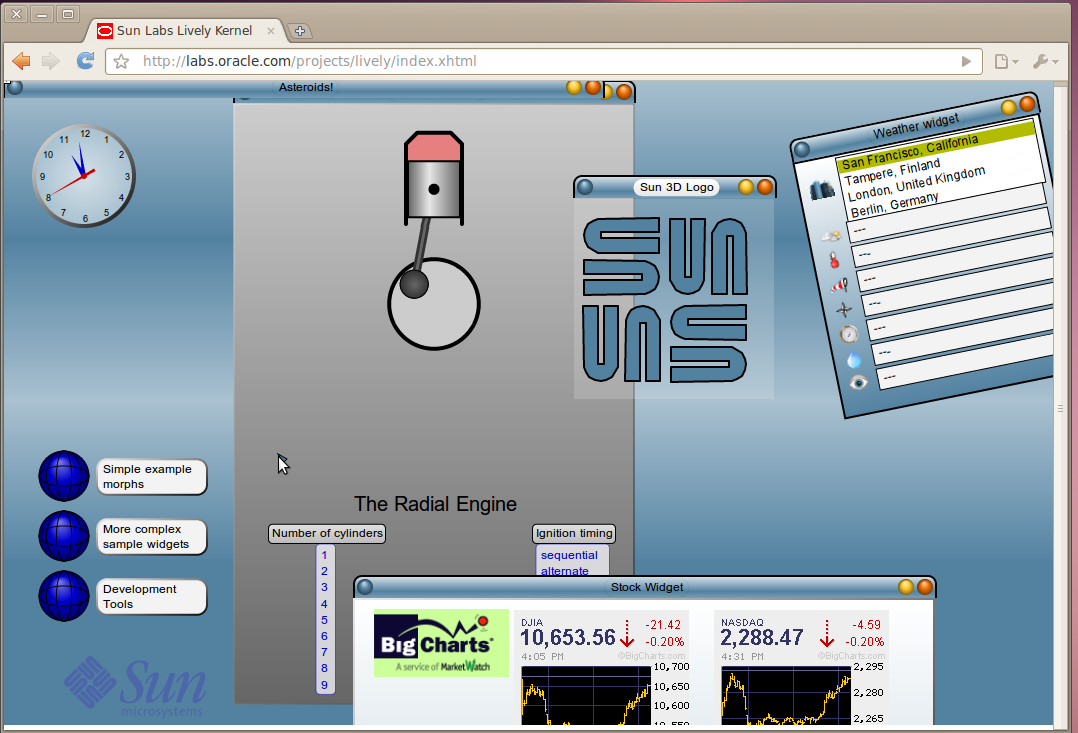
Chromium 5.0.345.0上でgtk+テーマを使用しLively kernelを表示させた状態。
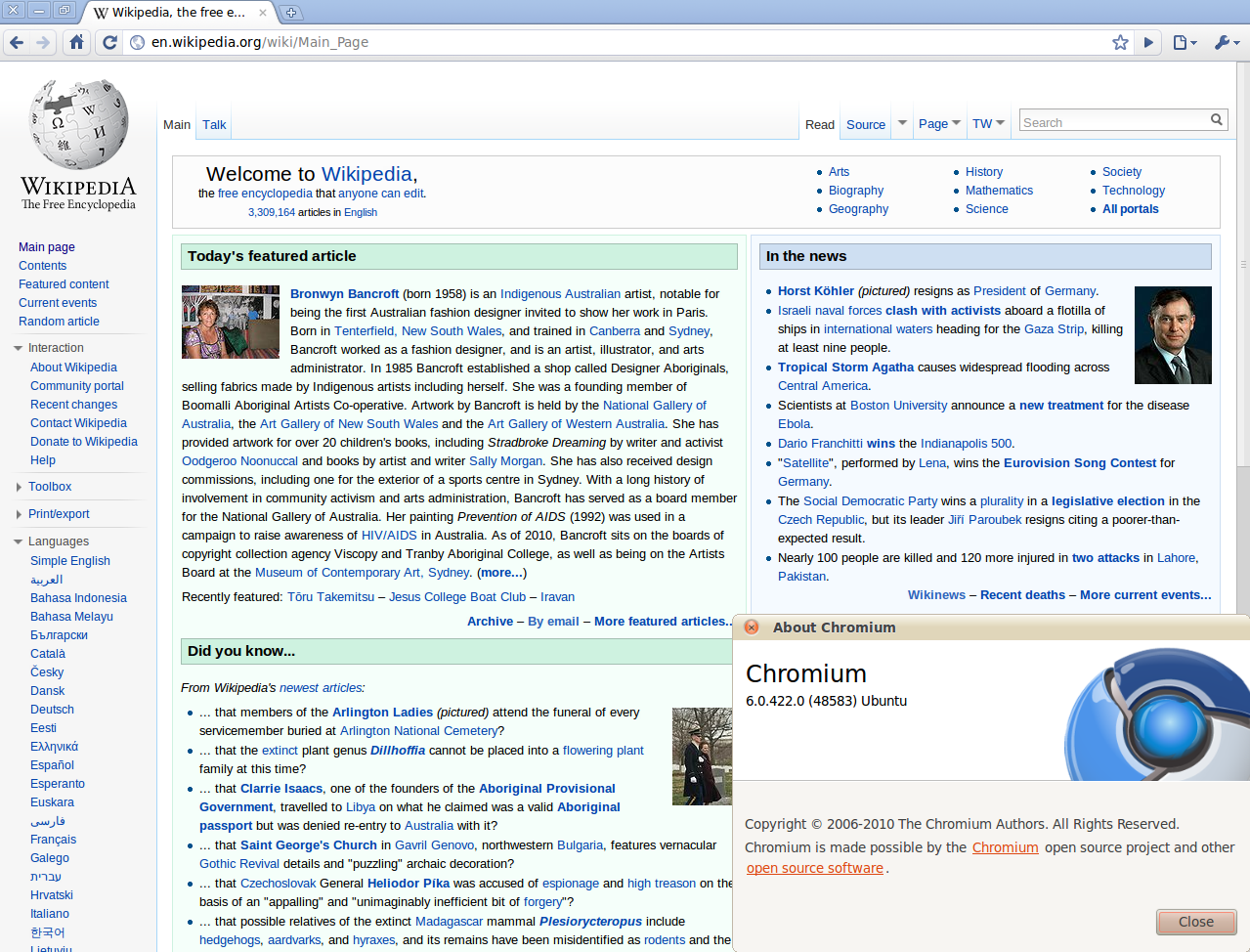
Ubuntu で動作させた状態のChromium_6.0.422版。
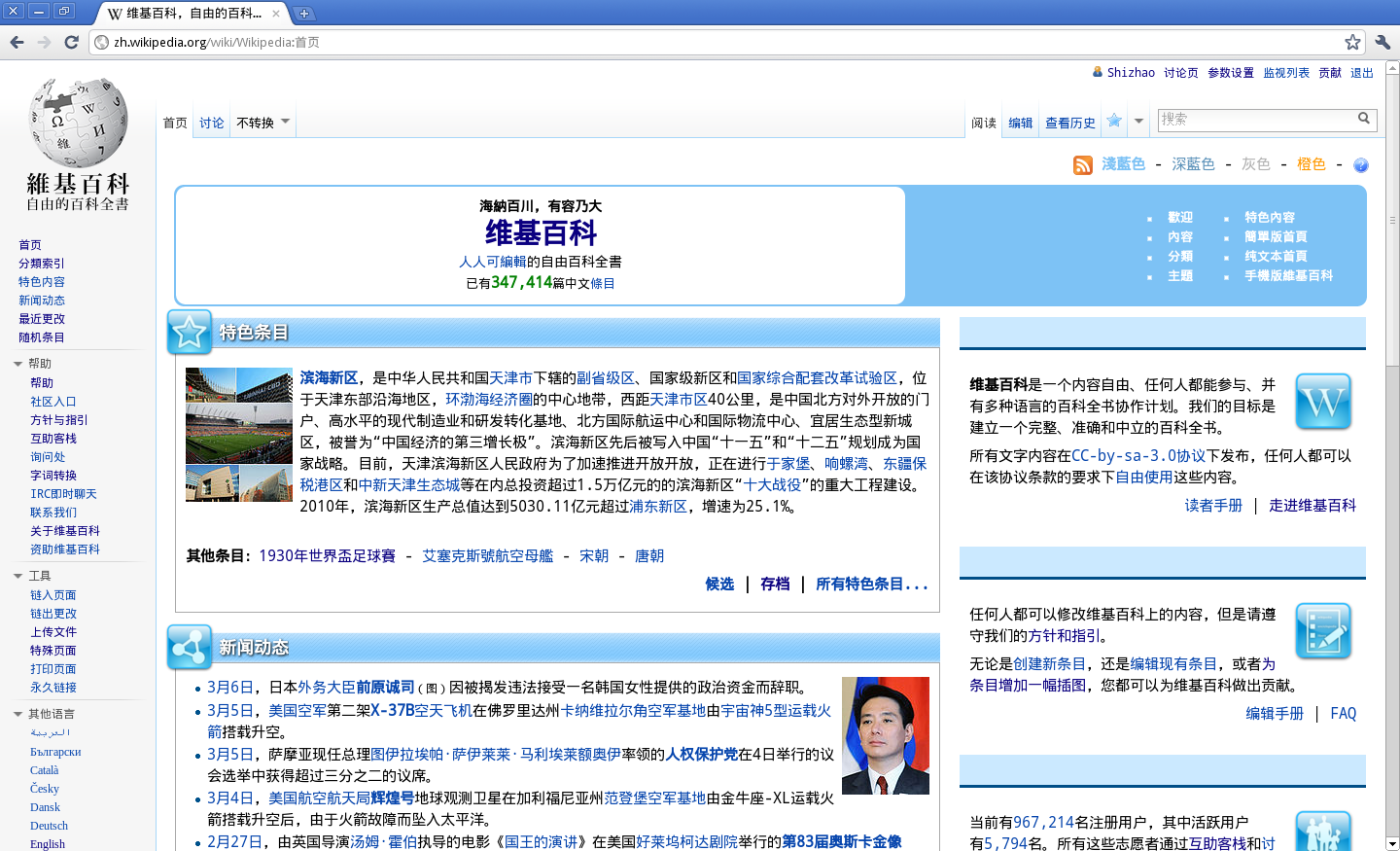
Chromium 11上で中国語版ウィキペディアを表示させた状態。
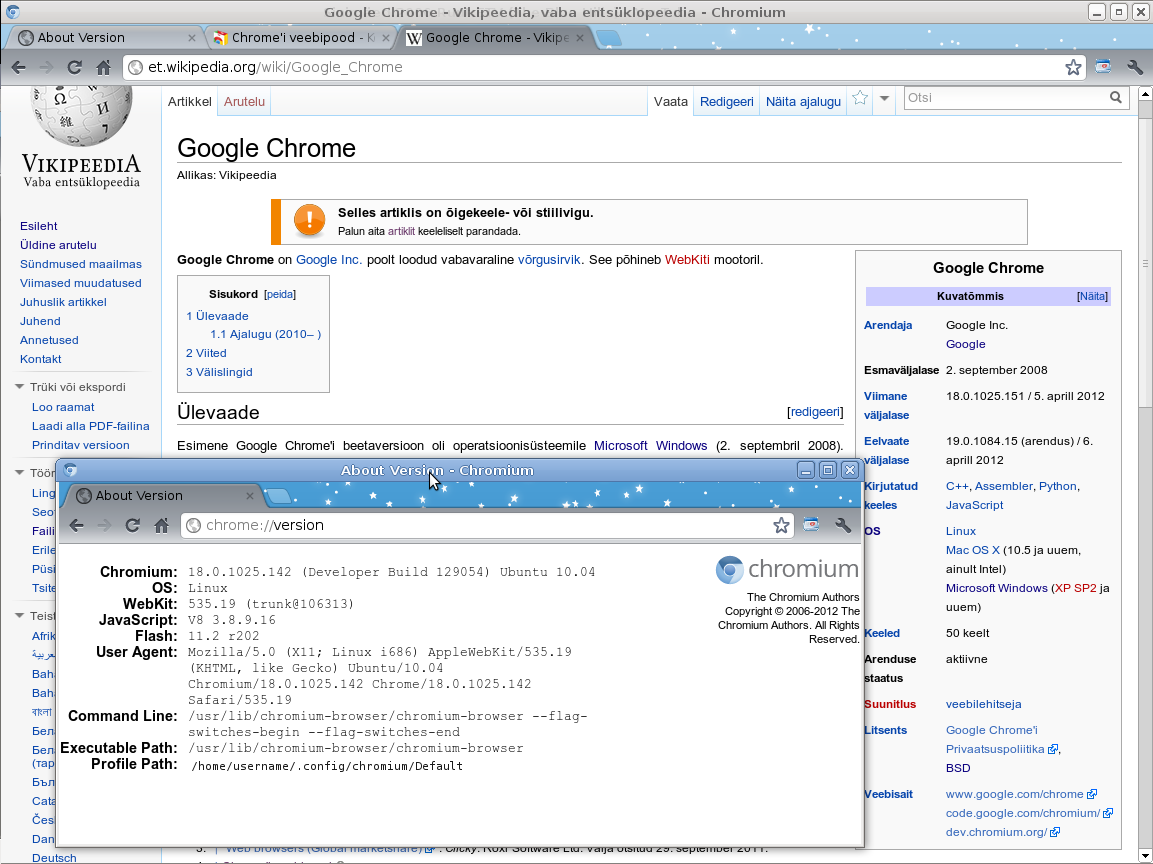
Chromium 18.0.1025.142版。

### Blink時代
2013年4月3日、GoogleはChromiumのレンダリングエンジンをWebKitのソースコードからフォークした新たな独自レンダリングエンジンBlinkを開発した。マルチプロセスアーキテクチャを採用したプログラムをエンジンにしたため、WebKitとの分岐点が明瞭になった。従って、ユーザーエージェントにAppleWebKit/537.36が、現在もそのまま残されている。
2021年2月9日時点のhtml5testの点数は528点。

## Chromiumベースのブラウザ
- Amazon Silk
- Android標準ブラウザ（バージョン4.4以降） - Google (更新終了)
  - Android 4.4以降でChromiumベースになった。ただしGoogle Chrome for Androidが別途標準搭載されるようになったことで、従来のAndroid標準ブラウザアプリは更新を終了し、廃止された。
  - ChromiumベースのWebViewコンポーネント自体はAndroid System WebViewとしてGoogle Play Store上で公開されており、更新が続けられている。
- Blisk（英語版）
- Brave
- Cent Browser（フランス語版）
- Comodo Dragon（英語版）
  - ネットワークセキュリティ企業のComodoが32ビット版のWindows XP、Vista、7向けに独自のロゴマークをつけたブラウザである[54]。姉妹ソフトにFirefoxベースのComodo IceDragon（英語版）もある。
- Cốc Cốc
- CoolNovo
  - WindowsおよびLinuxで動作するブラウザで、マウスジェスチャーやリンクのドラッグ、Internet Explorerのエンジンを利用して読み込む機能がある[55]。
- Craving Explorer
- Decentr
- Google Chrome
- Kinza
- Microsoft Edge（バージョン79.0.309.65以降）
  - Microsoftが開発。Windows 10の標準ブラウザで、元は独自エンジンのブラウザだったが、2020年にChromiumベースの同名ブラウザに置き換えられた。
  - 2018年12月に開発が発表され[56]、翌2019年4月に64bit版Windows 10向けのプレビュー版が公開[57]。2020年1月に正式リリースされた。
- Opera（バージョン15以降）
  - オペラ・ソフトウェアが開発。2013年7月に安定版がリリースされたバージョン15以降、Chromiumをベースとしている[58]。
- Sleipnir
- SRWare Iron
  - Chromiumに広告ブロックやユーザーエージェントの変更機能を付加したブラウザで、Windows、macOS、Linux、Androidに対応する[59]。
  - 日本語に対応。メンテナンス継続中。Windows用は32-Bit版、64-Bit版、32-Bit版Portable、64-Bit版Portableの4種類があり、どちらも2019年5月時点でWindows 7, 8, 10をサポートしている。
- Slimjet（英語版）
- Vivaldi
- Yandex Browser（英語版） - ロシアの検索エンジン企業ヤンデックスによる。
- アバスト セキュア ブラウザ
- ネイバーウェール（朝鮮語版）

## コミュニティへの提供

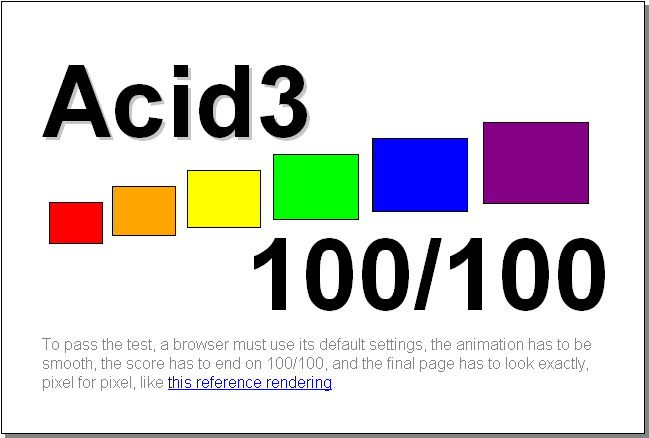
Chrome 4 DevにおけるAcid3のテスト結果

多くの開発者はChromiumのソースコードをコンパイルし、様々な形でLinuxとBSDの各ディストリビューションへ、またはmacOSやWindowsのユーザーへとウェブブラウザが提供されている。
Chromiumブランドでのリリース
- Arch Linuxでは公式リポジトリのパッケージとして提供[60]。
- Debianでは利用可能[61]。
- Fedoraでは非公式のリポジトリとして提供されている。
- FreeBSDでは2009年末からパッケージが提供され、portsシステムから受けることができる[62][63]。
- Gentoo Linuxでは2010年3月から公式リポジトリのパッケージとして提供されている[64]。
- Lubuntuは既定のブラウザとなっている[65]。
- Raspberry Pi OSでも既定のブラウザとなっている。
- Mac OS Xでは2009年9月よりテストが始まった[66]。
- Maemoではproof-of-conceptのChromiumとしてユーザーインタフェースを変更せず2010年4月11日に提供された[67]。
- openSUSEではリポジトリから提供されている[68]。
- Puppy LinuxではChromium 5.0.342をUbuntuのリポジトリから流用したLucid Puppy 5.0.0から提供されている[69]。
- UbuntuはUbuntu 10.04 LTSのUbuntu Software CenterにあるUniversalリポジトリから提供されている。最初のバージョンは2010年4月の5.0.342.9で、同バージョンのChromeの安定版が提供されるまでChromiumのバージョンアップが続けられている[70]。なお20.04 LTS以降はSnapパッケージに置き換えられ、Universeリポジトリからはインストールできなくなった（そのため、派生ディストリビューションのLinux Mintでは20.1以降、自前のリポジトリに登録されるようになっている）。

CrossOver Chromium
- CodeWeaversが開発したLinuxおよびMac OS X向けの互換レイヤーであるCrossOverにChromiumをバンドルし、単独動作可能にしたもの[71][72]。